# Standbeeld van H.P. Berlage
Het Standbeeld van H.P. Berlage is een kunstwerk in Amsterdam-Zuid.

## Locatie
Het standbeeld van Hendrik Petrus Berlage staat op het Victorieplein. Het plein is een scharnierpunt in het ontwerp van Berlage vastgelegd in Plan Zuid. Berlage had voor ieder knooppunt een toren in gedachten, maar die werden niet gerealiseerd. Het standbeeld staat echter wel voor een toren, in dit geval de torenflat 12-verdiepingenhuis. Deze flat is niet ontworpen door Berlage maar door Jan Frederik Staal.

## Beeld
Het standbeeld is gemaakt door Hildo Krop. Hij kreeg daartoe de opdracht van de gemeente Amsterdam, die hem in 1956 had benoemd tot Stadsbeeldhouwer. In augustus 1959 ontwierp Krop het beeld tijdens werkzaamheden aan andere beelden. Krop was toen ver in de zeventig; hij schatte in dat het beeld in 1961 klaar zou zijn. In 1961 maakte burgemeester en wethouders 108.000 gulden vrij voor het beeld. In oktober 1963 was het in Parijs gemaakte gipsen model klaar en begon Krop aan de zware taak stukken Belgisch blauwsteen weg te hakken. Hij schatte in er een jaar mee bezig te zijn Krop was echter ziekelijk en had nog andere verplichtingen, zoals een expositie in het Stedelijk Museum Amsterdam. Vanaf november 1966 werden delen van sokkel en beeld op zijn plaats getakeld. Het beeld werd op 17 december 1966 onthuld door burgemeester Gijsbert van Hall met de woorden: "Waarderende gedachten voor twee belangrijke Amsterdammers". Vlak na de onthulling werd het beeld door provo’s beklad met de tekst "Vrede". Het beeld viel niet bij iedereen in goede aarde, het zou te pompeus zijn. Berlage kreeg een stevig en groot beeld, terwijl de man fragiel en klein was, was de mening. Gerard Reve over het beeld in Moeder en zoon: "verschrikkelijke, geslachtsloze beelden van de communistische banketbakker/koekenbakker" (wijzend op het oorspronkelijke beroep van Krop).
Krop beeldde niet alleen Berlage af in een standbeeld. De sokkel is ook een en al beeldhouwwerk, Krop en assistent Henk Oddens beeldden ook ambachtslieden uit zoals tekenaar, opperman, beeldhouwer, steigerbouwer en metselaar af. Een tekendriehoek is zowel in het standbeeld als op de sokkel zichtbaar. Op de achterzijde van het beeld staat de naam van de beeldhouwer.
Het beeld kwam nadien ter sprake in de televisieserie De woestijn leeft uitgezonden door AT5. Presentator Max Pam, regisseur Theo van Gogh en Max van Rooij (kleinzoon van Berlage) trokken in 1994 naar het beeld om de lelijkste punten in Amsterdam te duiden. Van Rooij wees daarbij op de buitenproportionele handen en voeten, bovendien vond hij ook de grootte van het beeld niet passen bij de circa 1,60 meter grote Berlage.

## 2025
Het standbeeld was in augustus 2025 onderwerp van een artikel in de rubriek "Blikvangers" in Het Parool; een rubriek over kunst in de openbare ruimte van Amsterdam waarnaar iedere passant kijkt of die iedere passant over het hoofd ziet. Peter van Brummelen vergeleek oude foto's van het plein toen het beeld er nog niet stond; het plein voelde in zijn ogen leeg. Voorts zag hij dat het perspectief van het beeld niet helemaal klopt. Berlage was al niet groot (ca 1,60 meter), maar zijn onderlichaam lijkt hier proportioneel te groot. Alhoewel uit verschillende tijden vormen in zijn ogen het 12-verdiepingenhuis (uit 1932) en het standbeeld (1966) een twee-eenheid.

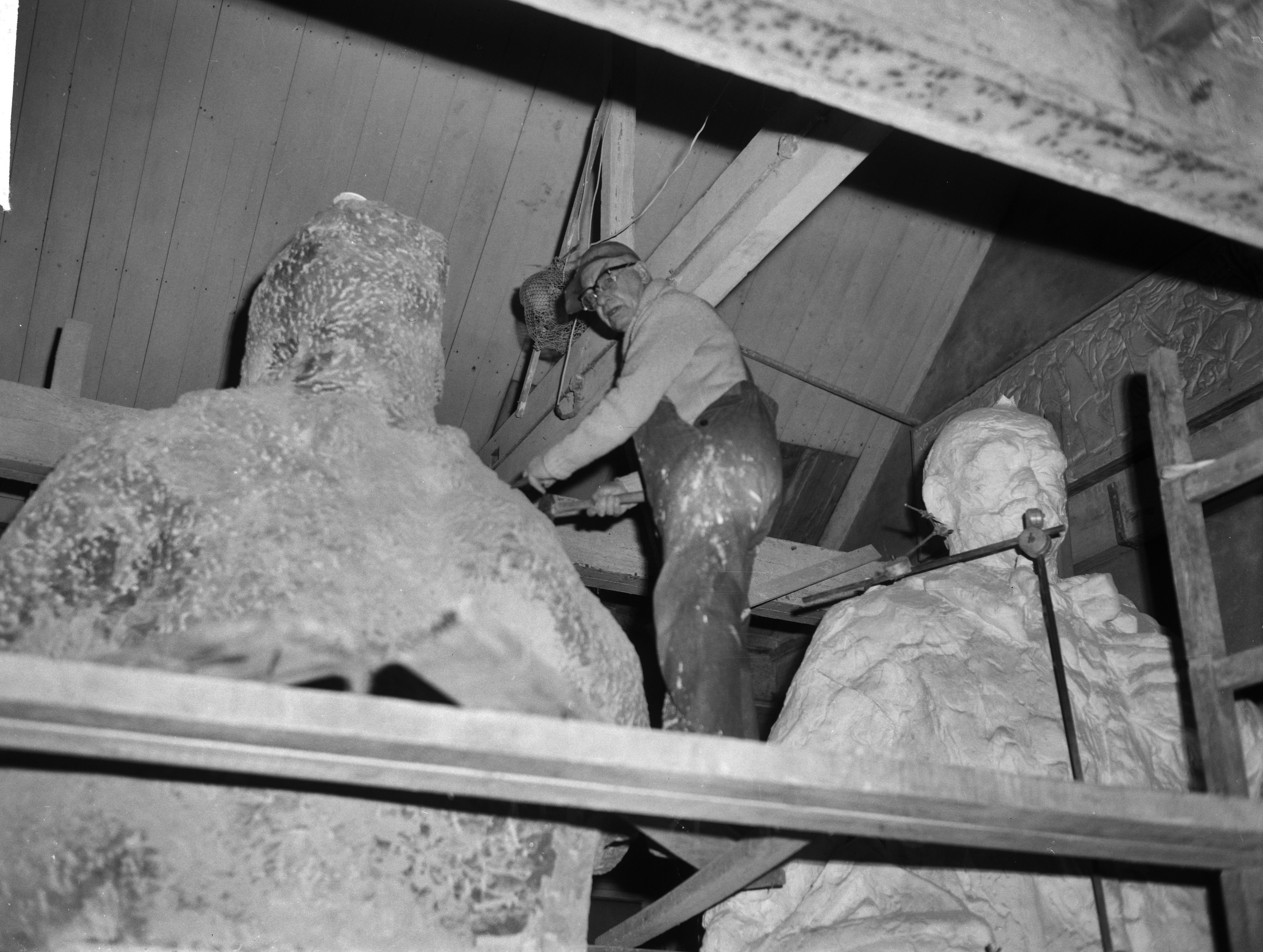
Hildo Krop aan het werk (1964)

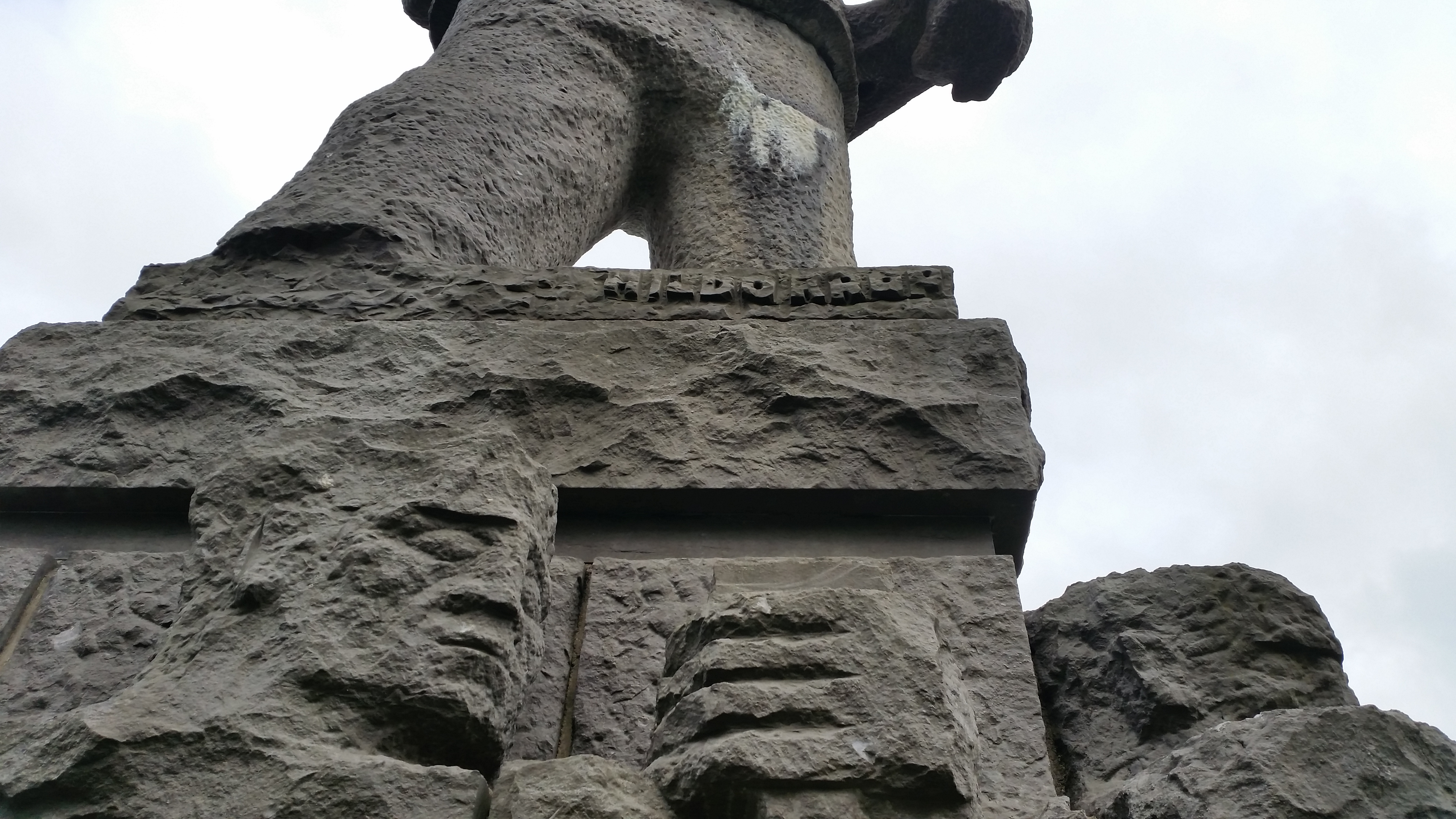
Signatuur Krop (maart 2019)